# Trigonocera praemissus
Trigonocera praemissus är en tvåvingeart som beskrevs av Walker 1859. Trigonocera praemissus ingår i släktet Trigonocera och familjen styltflugor. Inga underarter finns listade i Catalogue of Life.